# Jagüitas
Jagüitas es un barrio ubicado en el municipio de Hormigueros en el estado libre asociado de Puerto Rico. En el Censo de 2010 tenía una población de 1384 habitantes y una densidad poblacional de 377,64 personas por km².

## Geografía
Jagüitas se encuentra ubicado en las coordenadas 18°9′3″N 67°6′20″O / 18.15083, -67.10556. Según la Oficina del Censo de los Estados Unidos, Jagüitas tiene una superficie total de 3.66 km², que corresponden a tierra firme.

## Demografía
Según el censo de 2010, había 1384 personas residiendo en Jagüitas. La densidad de población era de 377,64 hab./km². De los 1384 habitantes, Jagüitas estaba compuesto por el 81.43% blancos, el 7.66% eran afroamericanos, el 1.01% eran amerindios, el 0.22% eran asiáticos, el 7.66% eran de otras razas y el 2.02% pertenecían a dos o más razas. Del total de la población el 99.64% eran hispanos o latinos de cualquier raza.